# شيباردز بوش ماركت

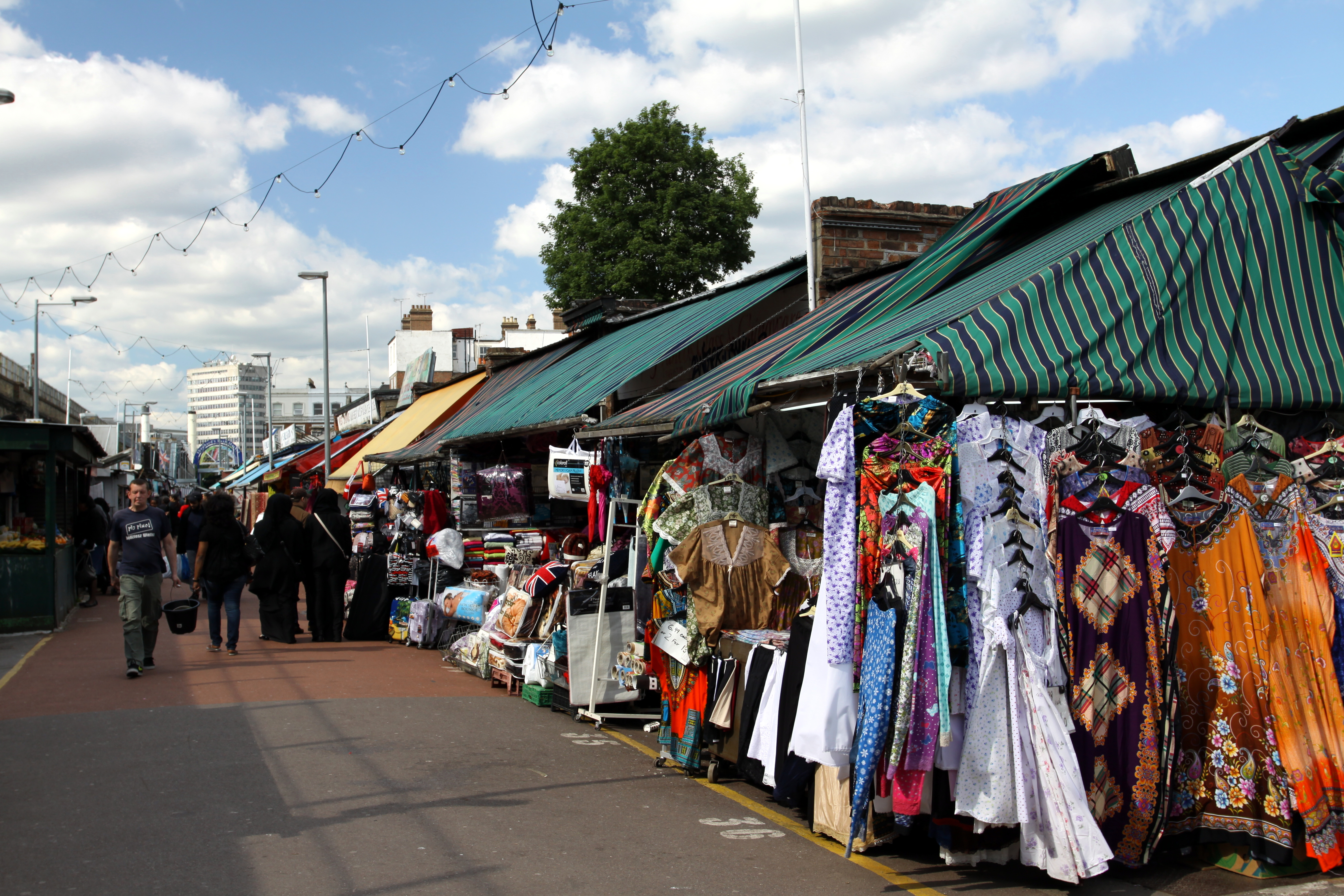
شيباردز بوش ماركت - 2013 م.

شيباردز بوش ماركت هو سوق شعبي يقع في حي شبردز بوش، في الناحية الغربية من لندن.
يعود تاريخ السوق إلى أوائل القرن العشرين الميلادي، وعلى الرغم من طابعه الشعبي فهو يخضع لقوانين البلدية، حيث يتم تحديد ساعات العمل والعطل فيه، فهو يفتح ابوابه على مدى ستة أيام بينما يكون يوم الأحد مغلقا. يشتهر السوق بكثرة الباعة من الهند والبلاد العربية.